# Pseudochromis bitaeniatus
Pseudochromis bitaeniatus, thường được gọi là cá đạm bì hai sọc, là một loài cá biển thuộc chi Pseudochromis trong họ Cá đạm bì. Loài này được mô tả lần đầu tiên vào năm 1931.

## Phân bố và môi trường sống
P. bitaeniatus tương đối phổ biến ở khắp vùng biển nhiệt đới phía tây Thái Bình Dương, từ phía đông Philippines đến Palau, đảo New Britain và quần đảo Solomon; phía nam đến Indonesia và phía bắc bang Queensland, Úc. P. bitaeniatus thường sống xung quanh các rạn san hô hoặc trong những khe nứt của đá ngầm ở độ sâu khoảng 2 – 38 m.

## Mô tả
P. bitaeniatus trưởng thành dài khoảng 12 cm. Đầu của P. bitaeniatus có màu vàng. Phần thân có hai dải màu nâu đen được chia tách bởi một dải màu xám trắng ở giữa.
Lieske và Myers (1994) cho rằng, P. bitaeniatus giống với cá thể chưa trưởng thành của loài Pholidichthys leucotaenia, tuy nhiên mối quan hệ tương đồng này không rõ ràng và cũng không được chứng minh. Cá con của P. leucotaneia có vẻ giống với loài Plotosus lineatus hơn.
Số gai ở vây lưng: 3; Số vây tia mềm ở vây lưng: 25 - 27; Số gai ở vây hậu môn: 3; Số vây tia mềm ở vây hậu môn: 14; Số vây tia mềm ở vây ngực: 16 - 18; Số vây tia mềm ở vây bụng: 5.
Thức ăn của P. bitaeniatus có lẽ là rong tảo và các sinh vật phù du nhỏ. Chúng thường sống đơn độc.
P. bitaeniatus thường được đánh bắt để phục vụ cho ngành thương mại cá cảnh.